# Alfonso Ribeiro
Alfonso Ribeiro, född 21 september 1971 i New York i New York, är en amerikansk skådespelare, programledare, dansare och regissör. Hans föräldrar emigrerade från Trinidad och Tobago. Han är känd för sin roll som Carlton Banks i The Fresh Prince i Bel Air. Redan som ung var han en erkänt duktig dansare och sångare, han hade bland annat en egen "lär-dig-dansa-VHS" och ett antal hits under 1980-talet. Han blev handplockad av Michael Jackson tack vare sin danstalang till Jacksons Pepsi-reklam, där Alfonso föreställer en ung Michael Jackson i Beat It-jacka. Alfonso tog över som programledare för America's Funniest Home Videos 2015 efter Tom Bergeron.
Ribeiro var tidigare gift med Robin Stapler från januari 2002 till augusti 2006. De har ett barn tillsammans, en dotter. I oktober 2012 gifte sig Ribeiro med Angela Unkrich. Paret bor i Los Angeles och har två söner och en dotter född 2019.

## Skådespelarkarriär
| År        | Titel                                           | Roll                      | Anteckningar           |
| --------- | ----------------------------------------------- | ------------------------- | ---------------------- |
| 1980      | OYE Willie                                      |                           | TV Serie               |
| 1986      | Magnum, P.I.                                    | Kenny                     | TV-serie               |
| 1986      | John Grin's Christmas                           | Rocky                     | TV-film                |
| 1987      | Mighty Pawns                                    | Frank                     | TV-film                |
| 1984-1987 | Silver Spoons                                   | Alfonso Spears            | TV-serie (72 avsnitt)  |
| 1988      | CBS Schoolbreak Special                         | Buddy                     | TV-serie               |
| 1989      | Out on the Edge                                 | Jesse                     | TV-film                |
| 1990      | A Different World                               | Zach Duncan               | TV-serie               |
| 1993      | Ticks                                           | Darrel 'Panic' Lumley     |                        |
| 1990-1996 | Fresh Prince of Bel-Air                         | Carlton Banks             | TV-serie (147 avsnitt) |
| 1996      | Kidz in the Wood                                |                           | TV-film                |
| 1996-1997 | Spider-Man                                      | Randy Robertson           | TV-serie               |
| 1997      | Happily Ever After: Fairy Tales for Every Child | Kephra                    | TV-serie               |
| 1997      | Extreme Ghostbusters                            | Roland Jackson (röst)     | TV-serie (40 avsnitt)  |
| 1995-1999 | In the House                                    | Dr. Maxwell Stanton       | TV-serie (51 avsnitt)  |
| 2002      | One on One                                      | Lenny                     | TV-serie               |
| 2002      | The Rerun Show                                  | Dwayne                    | TV-serie               |
| 2003      | Cedric the Entertainer Presents                 |                           | TV-serie               |
| 2002-2003 | The Brothers Garcia                             | Mr. Sweets                | TV-serie               |
| 2004      | Seek & Hide                                     | Dr. Grone                 |                        |
| 2005      | Love Wrecked                                    | Brent Hernandez           |                        |
| 2008-2015 | Catch 21                                        | Programledare             | TV-program             |
| 2011      | Things We Do for Love                           | Darren                    | TV-serie               |
| 2011      | Are We There Yet?                               | Skinner                   | TV-serie               |
| 2012      | Big Time Rush                                   | Block Captain McCallister | TV-serie               |
| 2013      | I'm a Celebrity, Get Me Out of Here! NOW!       |                           | TV-serie               |
| 2013      | Shake It Up                                     | Mr. Zigfield              | TV-serie               |
| 2015      | The Tonight Show Starring Jimmy Fallon          | Carlton Banks             | TV-program             |
| 2015      | America's Funniest Home Videos                  | Programledare             | TV-program             |